# Portuguese Juniors 2012
Das Portuguese Juniors 2012 fand als bedeutendstes internationales Nachwuchsturnier von Portugal im Badminton vom 30. November bis zum 2. Dezember 2012 in Caldas da Rainha statt. Es war die vierte Auflage der Veranstaltung.

## Sieger und Platzierte
| Disziplin    | Gold                                  | Silber                              | Bronze                                    |
| ------------ | ------------------------------------- | ----------------------------------- | ----------------------------------------- |
| Herreneinzel | Fabian Roth                           | Lars Schänzler                      | Alexander Butovetstkiy                    |
| Herreneinzel | Fabian Roth                           | Lars Schänzler                      | Bruno Carvalho                            |
| Dameneinzel  | Elizaveta Tarasova                    | Maja Pavlinić                       | Ksenia Evgenova                           |
| Dameneinzel  | Elizaveta Tarasova                    | Maja Pavlinić                       | Isabel Fernández                          |
| Herrendoppel | Mathias Bonny Oliver Schaller         | Luís Enrique Peñalver Javier Suárez | Christian Kirchmay Joshua Panier          |
| Herrendoppel | Mathias Bonny Oliver Schaller         | Luís Enrique Peñalver Javier Suárez | Bruno Carvalho Manuel Leitão              |
| Damendoppel  | Katarina Galenić Lucija Vlah          | Maja Pavlinić Dorotea Sutara        | Anita Selmer Bennetzen Anna Leicht Klinke |
| Damendoppel  | Katarina Galenić Lucija Vlah          | Maja Pavlinić Dorotea Sutara        | Alina Davletova Anastasia Ronzhina        |
| Mixed        | Alexander Butovetstkiy Gusel Yarmeeva | Rodion Alimov Alina Davletova       | Oliver Schaller Oceane Varrin             |
| Mixed        | Alexander Butovetstkiy Gusel Yarmeeva | Rodion Alimov Alina Davletova       | Daniel Álvarez Lorena Uslé                |